# Orthotrichia cucullata
Orthotrichia cucullata är en nattsländeart som beskrevs av Wells 1984. Orthotrichia cucullata ingår i släktet Orthotrichia och familjen smånattsländor. Inga underarter finns listade i Catalogue of Life.